# 九十九村
九十九村（つくもむら）は群馬県の西部、碓氷郡に属していた村。

## 地理
- 河川 - 九十九川、増田川

## 歴史
- 1889年（明治22年）4月1日 - 町村制施行により、下増田村、国衙村、高梨子村、小日向村が合併して九十九村が成立。
- 1954年（昭和29年）5月3日 - 松井田町、臼井町、坂本町、西横野村、細野村と合併して新しい松井田町となる。
- 2006年（平成18年）3月18日 - 松井田町が安中市と合併して新しい安中市となる。